# Bessenbladgalmug
De bessenbladgalmug (Dasineura tetensi) is een muggensoort uit de familie van de galmuggen (Cecidomyiidae). De wetenschappelijke naam van de soort is voor het eerst geldig gepubliceerd in 1892 door Rübsaamen.